# 마하라 다카히로
마하라 다카히로(일본어: 馬原 孝浩, 1981년 12월 8일 ~ )는 일본의 전직 프로 야구 선수이다.

## 인물

### 프로 입단 전
구마모토현 구마모토시 출신으로 초등학교 시절에는 구마모토 시의 선발팀 에이스로서 구마모토 시의 자매 도시인 샌안토니오(미국 텍사스주)의 선발팀과 경기를 치뤘던 경험이 있다. 스이젠지 야구장에서 열린 소속 현 대회의 결승전에서 당시 남자에게 섞여 소년 야구팀에서 뛰고 있던 전직 프로 골퍼 고가 미호에게 홈런을 맞았던 적이 있었다.
규슈 공립대학 시절에는 1년 선배인 아라카키 나기사와 함께 에이스로서 활약했고 대학 통산 30승 5패의 성적을 남겼다. 미일 대학 야구 선수권 대회(2002년, 2003년), 세계 대학 야구 선수권 대회의 대표팀 선수로도 발탁되었고 2003년에 열린 프로 야구 드래프트 자유 획득 범위로 후쿠오카 다이에 호크스에 입단했다.

### 다이에·소프트뱅크 시절

#### 2004년 ~ 2005년
입단 1년째인 2004년에는 유력한 신인왕 후보라는 평가를 받아 시즌 개막은 1군에 맞이했다. 개막 4경기째인 세이부 라이온스전에서 첫 선발 등판하여 승리 투수가 되었지만 그 이후에는 컨디션을 난조로 부진을 겪는 등 3승에만 그쳤고 프레시 올스타전에서는 패전 투수가 되었다. 이듬해 2005년에는 개막 3경기째에 첫 완투승을 거두었지만 그 후 3연패를 당하면서 2군에 내려갔다. 그러나 교류전부터는 중간 계투로서 1군에 복귀, 미세 고지의 부진에 의해 마무리 투수로 활약했다. 6월 이후만으로 리그 2위의 타이 기록인 22세이브를 기록, 오 사다하루 감독으로부터 다음 시즌의 마무리 투수로 지명되었다.

#### 2006년
이시이 히로토시의 부상 때문에 2라운드부터는 월드 베이스볼 클래식의 일본 국가대표팀 선수 발탁되었지만 대표팀으로 발탁된 선수 중에서는 구보타 도모유키와 함께 출전 기회가 없었다. 정규 시즌에서는 처음으로 1년을 통해 구원 투수를 맡아 평균 자책점 1.65와 29 세이브의 성적을 남겼다. 8월 23일 오릭스 버펄로스전에서는 개인 최고 속도인 156km/h를 측정했고 피홈런은 9월 2일의 도호쿠 라쿠텐 골든이글스전에서 호세 페르난데스에게 맞은 1개 뿐이었다. 시즌 종료 후 미일 야구의 팬투표 1위(마무리 투수 부문)로 선정돼 2차전과 5차전에 등판하여 합계 3이닝을 무실점으로 호투했고 5차전에서는 4경기에서 4개의 홈런을 때린 라이언 하워드에게 모두 스트레이트로 승부하면서 헛스윙 삼진으로 잡았다. 2006년 12월 1일에는 후쿠오카 현 경찰 사와라 경찰서에서 일일 경찰서장을 맡았다.

#### 2007년
전반기부터 호조를 유지하는 등 올스타전을 앞둔 시점에서 2자책점과 평균 자책점 0점대의 호투를 보였고 올스타전에서는 작년에 이어 패전 투수가 되었다. 후반기에는 극심한 피로 때문인지 3패를 당했지만 2년 연속으로 평균 자책점 1점 대에 구단 기록이 되는 시즌 38세이브를 기록하면서 첫 타이틀이 되는 최다 세이브 타이틀을 획득했다. 그 활약에 의해 ‘2007 야나세·후쿠오카 소프트뱅크 호크스 MVP상’을 수상했고 메르세데스 벤츠 A200 TURBO AVANTGARDE가 부상으로 주어졌다. 스카이마크 스타디움에 약하다는 평가가 있어 2007년에는 5차례 등판하였지만 3차례나 세이브 달성에는 실패했고 시즌 중에 기록한 14실점 중 7점은 스카이마크 스타디움에서 남겼다. 그 해 12월 16일에는 TV 니시닛폰의 전 아나운서였던 하타노 유리코와 결혼했다.

#### 2008년
시즌 개막을 앞두고 오른쪽 어깨에 염증이 발병하여 전력에서 장기 이탈되었고 7월 25일에는 1군에 등록, 다음날 26일 지바 롯데 마린스전에서 시즌 첫 세이브를 기록했다. 10월 6일 라쿠텐전에서 일본인 선수로서는 가장 빠른 178경기째에 통산 100세이브를 달성했다.

#### 2009년
제2회 월드 베이스볼 클래식 일본 국가대표팀 선수로 발탁되어 대회 기간 중 5경기에 등판했다. 5월 25일 도쿄 야쿠르트 스왈로스전에서는 시즌 중에서의 개인 최고 속도가 되는 157km/h를 측정했고 7월 21일 라쿠텐전에서 구단 신기록이 되는 통산 118세이브를 달성, 리그 2위에 해당되는 29세이브를 기록했다.

#### 2010년
7월 28일, 라쿠텐전에서는 등판 267경기만에 일본인으로서 가장 빠른 통산 150세이브를 달성했다. 시즌에서는 작년과 똑같은 숫자인 53경기에 등판하면서 리그 2위인 32세이브, 평균 자책점 1.63, 피홈런은 1개였다.

#### 2011년
스프링 캠프가 열리는 동안에 병을 앓고 있는 어머니의 간병을 돕는 등의 병행을 하고 있었지만 어머니는 시즌 개막 직전에 타계했다. 이 때문에 개막전에 동행하지 않았다. 동행한 이후에는 마무리 투수로서 등판였지만 4월 23일까지 세이브 달성 실패를 두 차례나 기록하는 등 등판했던 모든 경기에서 실점을 남겼다. 결국 5경기에서 1승 1패(1승은 세이브가 연결되는 상황에서 등판하였지만 따라 잡히면서 그 후 팀이 끝내기 승리를 거뒀기 때문에 구원승을 했다), 평균 자책점 13.50이라는 부진을 겪어 단 한 개의 세이브도 올리지 못한 채 4월 24일부로 2군에 내려갔다.
2군에서의 재조정을 거쳐 5월 23일에는 1군에 등록, 25일 요미우리 자이언츠전에서 1점을 리드하고 있는 9회에 등판하여 3자 범퇴로 시즌 첫 세이브를 기록했다. 그러나 7월 18일에 등판한 이후 오른쪽 어깨 통증을 호소해 다음날 오른쪽 견관절에 치명적인 통증을 일으킬 정도로 상태가 악화되자 결국 1군 등록이 말소되었고 출전할 예정이었던 올스타전 출전을 포기했다. 9월 11일에는 1군에 복귀했고 클라이맥스 시리즈와 일본 시리즈에서도 마무리 투수로 등판하였지만 일본 시리즈 1차전과 2차전 모두 연장전에서 결승타를 허용하면서 2경기 연속 패전 투수가 되는 불명예를 안았다.

#### 2012년
2월 28일에 오른쪽 어깨 수술을 받았고 복귀 예정은 6개월 이후가 될 것으로 전망했지만 결국 2012년 시즌에는 단 한 차례도 불펜에도 서지 못하고 1군과 2군 모두 등판없이 시즌을 마감했다.

### 오릭스 시절
2013년 1월 12일, 데라하라 하야토의 FA 이적에 의한 인적 보상으로 오릭스 버펄로스에 이적하였다.

## 상세 정보

### 출신 학교
- 구마모토 시립 고등학교(현재의 구마모토 시립 히쓰유칸 고등학교)
- 규슈 공립대학

### 선수 경력
프로팀 경력
- 후쿠오카 다이에 호크스·후쿠오카 소프트뱅크 호크스(2004년 ~ 2012년)
- 오릭스 버펄로스(2013년 ~ 2015년)

지도자 경력
- 후쿠오카 소프트뱅크 호크스 주니어팀 감독(2016년~2017년)

국가 대표 경력
- 월드 베이스볼 클래식 일본 국가대표팀(2006년, 2009년)

### 수상·타이틀 경력

#### 타이틀
- 최다 세이브 : 1회(2007년)

#### 수상
- JA 전농 Go·Go상 : 3회(구원상 : 2005년 6월, 2006년 6월, 2009년 6월)
- 구마모토 현 스포츠 우수 대상 특별상(2006년)

### 개인 기록

#### 투수 기록
- 첫 등판·첫 선발·첫 승리 : 2004년 3월 30일, 대 세이부 라이온스 2차전(후쿠오카 돔), 8이닝 2실점
- 첫 탈삼진 : 상동, 2회초에 고토 다케토시로부터
- 첫 완투 승리 : 2005년 4월 3일, 대 지바 롯데 마린스 3차전(지바 마린 스타디움), 8이닝 5실점(3자책점)에서 패전 투수
- 첫 세이브 : 2005년 6월 4일, 대 요미우리 자이언츠 5차전(도쿄 돔), 8회말 1사에 2번째 투수로서 구원 등판·마무리, 1과 2/3이닝 무실점
- 첫 홀드 : 2005년 6월 5일, 대 요미우리 자이언츠 6차전(도쿄 돔), 7회말 1사에 3번째 투수로서 구원 등판, 1과 2/3이닝 무실점

#### 타격 기록
- 첫 안타·첫 타점 : 2005년 6월 8일, 대 히로시마 도요 카프 5차전(히로시마 시민 구장), 9회초에 마이크 로마노로부터 우월 적시 2루타

#### 기록 달성 경력
- 통산 100세이브 : 2008년 10월 6일, 대 도호쿠 라쿠텐 골든이글스 23차전(클리넥스 스타디움 미야기), 9회말에 2번째 투수로서 구원 등판·마무리, 1이닝 무실점 ※역대 22번째
- 통산 150세이브 : 2010년 7월 28일, 대 도호쿠 라쿠텐 골든이글스 15차전(후쿠오카 Yahoo! JAPAN 돔), 9회초에 5번째 투수로서 구원 등판·마무리, 1이닝 무실점 ※역대 9번째

#### 기타
- 올스타전 출장 : 3회(2006년, 2007년, 2010년)

### 등번호
- 14(2004년 ~ 2012년)
- 20(2013년 ~ 2015년)

### 연도별 투수 성적
| 연 도      | 소 속              | 등 판 | 선 발 | 완 투 | 완 봉 | 무 4 구 | 승 리 | 패 전 | 세 이 브 | 홀 드 | 승 률 | 타 자 | 이 닝 | 피 안 타 | 피 홈 런 | 볼 넷 | 고 4 | 몸 맞 | 탈 삼 진 | 폭 투 | 보 크 | 실 점 | 자 책 점 | 평 자 책 | W H I P |
| ---------- | ------------------ | ----- | ----- | ----- | ----- | ------- | ----- | ----- | -------- | ----- | ----- | ----- | ----- | -------- | -------- | ----- | ---- | ----- | -------- | ----- | ----- | ----- | -------- | -------- | ------- |
| 2004년     | 다이에· 소프트뱅크 | 11    | 8     | 0     | 0     | 0       | 3     | 3     | 0        | --    | .500  | 238   | 50.0  | 66       | 7        | 22    | 0    | 4     | 37       | 2     | 0     | 36    | 35       | 6.30     | 1.76    |
| 2005년     | 다이에· 소프트뱅크 | 42    | 6     | 1     | 0     | 0       | 6     | 6     | 22       | 2     | .500  | 332   | 76.0  | 70       | 4        | 33    | 3    | 4     | 68       | 3     | 0     | 31    | 26       | 3.08     | 1.36    |
| 2006년     | 다이에· 소프트뱅크 | 51    | 0     | 0     | 0     | 0       | 0     | 4     | 29       | 1     | .000  | 223   | 54.2  | 47       | 1        | 14    | 8    | 0     | 62       | 3     | 1     | 13    | 10       | 1.65     | 1.12    |
| 2007년     | 다이에· 소프트뱅크 | 54    | 0     | 0     | 0     | 0       | 2     | 4     | 38       | 1     | .333  | 271   | 67.1  | 50       | 4        | 18    | 5    | 2     | 68       | 3     | 0     | 14    | 11       | 1.47     | 1.01    |
| 2008년     | 다이에· 소프트뱅크 | 21    | 0     | 0     | 0     | 0       | 0     | 2     | 11       | 2     | .000  | 80    | 19.1  | 14       | 1        | 6     | 0    | 0     | 23       | 3     | 0     | 6     | 6        | 2.79     | 1.03    |
| 2009년     | 다이에· 소프트뱅크 | 53    | 0     | 0     | 0     | 0       | 4     | 3     | 29       | 4     | .571  | 253   | 58.1  | 58       | 5        | 19    | 0    | 2     | 67       | 5     | 0     | 21    | 14       | 2.16     | 1.32    |
| 2010년     | 다이에· 소프트뱅크 | 53    | 0     | 0     | 0     | 0       | 5     | 2     | 32       | 2     | .714  | 246   | 60.2  | 54       | 1        | 12    | 0    | 1     | 49       | 3     | 0     | 12    | 11       | 1.63     | 1.09    |
| 2011년     | 다이에· 소프트뱅크 | 33    | 0     | 0     | 0     | 0       | 1     | 2     | 19       | 2     | .333  | 133   | 32.1  | 29       | 2        | 8     | 1    | 0     | 33       | 1     | 0     | 11    | 11       | 3.06     | 1.15    |
| 통산 : 8년 | 통산 : 8년         | 318   | 14    | 1     | 0     | 0       | 21    | 26    | 180      | 14    | .447  | 1776  | 418.2 | 388      | 25       | 132   | 17   | 13    | 407      | 23    | 1     | 144   | 124      | 2.67     | 1.24    |

- 2012년 기준, 굵은 글씨는 시즌 최고 성적.
- 2005년에 다이에(후쿠오카 다이에 호크스)가 소프트뱅크(후쿠오카 소프트뱅크 호크스)에 구단명을 변경.